# Dinamo Perm
Dinamo Perm (ros. Футбольный клуб «Динамо» Пермь, Futbolnyj Kłub "Dinamo" Pierm) – rosyjski klub piłkarski z siedzibą w mieście Perm.

## Historia
Chronologia nazw:
- 1923—1934: Dinamo Mołotow (ros. «Динамо» Молотов)
- 1993—...: Dinamo Perm (ros. «Динамо» Пермь)

Piłkarska drużyna Dinamo została założona jeszcze w czasach Związku Radzieckiego w Mołotowie, tak do 1957 nazywało się miasto Perm. 
W 1946 zespół debiutował w Trzeciej grupie, podgrupie uralskiej Mistrzostw ZSRR, gdzie zajął 3. miejsce. 
Zespół występował w rozgrywkach regionalnych obwodu permskiego ZSRR. 
W 1993 nastąpiło odrodzenie klubu. Debiutował w Drugiej Lidze Rosji, ale zajął 19. miejsce w grupie 6 i spadł do Trzeciej Ligi. W 1997 zajął drugie miejsce w swojej grupie i powrócił do Drugiej Dywizji, grupy Uralskiej. W 2002 roku zajął ostatnie 15. miejsce i został pozbawiony licencji klubu profesjonalnego. 
Obecnie klub występuje na poziomie amatorskim w rozgrywkach regionalnych kraju permskiego Rosji.

## Sukcesy
- 3. miejsce w Drugiej Lidze ZSRR: 1946
- 9. miejsce w Rosyjskiej Drugiej Dywizji: 1998, 1999
- 1/64 finału w Pucharze Rosji: 1995